# Harlem (Geòrgia)
Harlem és una població dels Estats Units a l'estat de Geòrgia. Segons el cens del 2008 tenia 351 habitants, 704 habitatges, i 506 famílies. La densitat de població era de 277,9 habitants/km².